# Franz Theodor Csokor
Franz Theodor Csokor (Wenen, 6 september 1885 – Wenen, 5 januari 1969) was een Oostenrijks schrijver, toneelschrijver en toneel- en filmregisseur. Hij is met name bekend om zijn expressionistische drama's. Als overtuigd humanist predikte hij vrede, vrijheid en menselijke rechten. Veel van zijn werken hebben de klassieke oudheid of de christenheid als thema. Zijn bekendste werk is 3. November 1918, over de val van de Oostenrijks-Hongaarse monarchie.

## Biografie
Franz Theodor Csokor werd op 6 september 1885 geboren in Wenen. Hij schreef zijn eerste toneelstukken voor het uitbreken van de Eerste Wereldoorlog. Van 1922 tot 1928 was hij dramaturg en werkte hij in het Raimundtheater en het Deutsches Volkstheater in Wenen.
In 1933 kwam Csokor openlijk uit voor zijn antipathie jegens het nazisme. Na de Anschluss van Oostenrijk emigreerde hij in 1938 uit Duitsland. Csokor reisde via Polen, Roemenië en Hongarije naar Italië, waar hij in 1944 arriveerde. Hier werkte hij in Rome voor de BBC. In 1946 keerde Csokor terug naar Wenen en in 1947 werd hij president van de Oostenrijkse PEN Club. In 1968 werd hij vice-president van de Internationale PEN.

## Werken

### Toneelstukken
- Die rote Straße, 1918
- Die Stunde des Absterbens, 1919
- Gesellschaft der Menschenrechte, 1929
- Besetztes Gebiet, 1930
- 3. November 1918, 1936
- Gottes General, 1939
- Kalypso, 1942
- Der verlorene Sohn, 1943
- Cäsars Witwe, 1954
- Pilatus, 1954
- Hebt den Stein ab, 1957
- Jadwiga, 1966
- Der tausendjährige Traum, 1966
- Alexander, 1969
- Der Kaiser zwischen den Zeiten, 1969

### Proza
- Hildebrands Heimkehr, eine deutsche Sage, 1905
- Schuß ins Geschäft (Der Fall Otto Eißler), 1925
- Über die Schwelle, short stories, 1937
- Der Schlüssel zum Abgrund (novelle), 1955
- Der zweite Hahnenschrei (korte verhalen), 1959
- Ein paar Schaufeln Erde (korte verhalen), 1965
- Auch heute noch nicht an Land. Briefe und Gedichte aus dem Exil, 1993

### Poëzie
- Die Gewalten, 1912
- Der Dolch und die Wunde, 1917
- Ewiger Aufbruch, 1926
- Das schwarze Schiff, 1945, 1947
- Immer ist Anfang, 1952